# Hlohovec (Distrito de Břeclav)
Hlohovec (Repubblica Ceca) é uma comuna checa localizada na região de Morávia do Sul, distrito de Břeclav‎.